# Dingliches Recht (Österreich)
Als dingliches Recht bezeichnet man im Privatrecht Österreichs nach § 307 ABGB Rechte, „welche einer Person über eine Sache ohne Rücksicht auf gewisse Personen zustehen“. Sie sind Kernbestandteile des Sachenrechts. Ihnen stehen die persönlichen Sachenrechte als Gegenstand des Schuldrechts gegenüber, die nur zwischen den Vertragspartnern wirken. Dingliche Rechte sind also 1. Herrschaftsrechte über eine Sache iSv § 285 ABGB, die gegenüber jedermann wirken, mithin absolut (nicht nur relativ) sind. Allerdings ist der Sachbegriff nach § 285 ABGB für dingliche Rechte insoweit eingeschränkt, als diese nur an körperlichen und gegenwärtigen Sachen möglich sind.
Man findet dingliche Rechte in vielen Rechtsgebieten. Die wichtigsten dinglichen Rechte sind nach dem Wortlaut des § 308 ABGB der Besitz, das Eigentum, das Pfandrecht und die Dienstbarkeit. Auch das Erbrecht gehört dazu; die Absolutheit des Erbrechts folgt aus § 532 ABGB. Es ist von demjenigen, dem es zusteht, gegenüber jedermann durchsetzbar. Wurde der Nachlass den Erben bereits eingeantwortet (also in den rechtlichen Besitz eines Erben übertragen) und stellt sich heraus, dass eine andere Person ein besseres Erbrecht besitzt, da z. B. ein Testament mit einem anderen Alleinerben auftaucht, so kann der übergangene und im Testament bedachte Erbe sein besseres Erbrecht mit einer Erbschaftsklage gem. § 823 ABGB geltend machen.